# Whitney (Album)
Whitney ist das zweite Studioalbum von Whitney Houston aus dem Jahre 1987.
Es ist eines von drei Alben von Whitney Houston, die sich mehr als 20 Millionen verkauft haben und damit zu den weltweit meistverkauften Musikalben zählen.

## Geschichte
Im Vergleich zum ersten Album Whitney Houston enthält dieses mehr Pop-Elemente. Narada Michael Walden produzierte auf dem Album sieben von elf Tracks, bei einigen Songs wie zum Beispiel I Wanna Dance with Somebody (Who Loves Me) orientierte er sich an dem Hit How Will I Know. Auch
Produzenten des ersten Albums wie Kashif und Michael Masser wirkten bei diesem Album mit. Jellybean, der meist mit Madonna kooperierte, produzierte den Song Love Will Save the Day. Michael Masser schrieb und produzierte Didn’t We Almost Have It All für Whitney. You’re Still My Man, sein zweiter Song auf dem Album, war ursprünglich bereits für Houstons Debütalbum Whitney Houston vorgesehen, wurde aber zurückgestellt, da Clive Davis den Song als zu „poppig“ empfand. For the Love of You ist eine Coverversion des Isley-Brothers-Songs aus dem Jahr 1975. Der Song I Know Him so Well, ein Duett Houstons mit ihrer Mutter Cissy Houston, stammt aus dem Musical Chess und wurde im Original von 1984 von Elaine Paige und Barbara Dickson gesungen. Das Cover wurde nur in Deutschland, Spanien und Australien veröffentlicht.
In kurzer Zeit erreichte das Album in vielen Ländern die Spitzenpositionen der Charts und wurde mehrfach mit Platin-Schallplatten ausgezeichnet. Weltweit wurden über 20 Millionen Exemplare verkauft.

## Titelliste
1. I Wanna Dance with Somebody (Who Loves Me) (George Merrill, Shannon Rubicam) – 4:52
2. Just the Lonely Talking Again (Sam Dees) – 5:34
3. Love Will Save the Day (Toni C.) – 5:25
4. Didn’t We Almost Have It All (Will Jennings, Michael Masser) – 5:07
5. So Emotional (Tom Kelly, Billy Steinberg) – 4:37
6. Where You Are (James Calabrese, LeMel Humes, Dyan Humes) – 4:11
7. Love Is a Contact Sport (Preston Glass) – 4:19
8. You’re Still My Man (Gerry Goffin, Michael Masser) – 4:18
9. For the Love of You (O’Kelly Isley, Ronald Isley, Marvin Isley, Chris Jasper) – 5:33
10. Where Do Broken Hearts Go (Chuck Jackson, Frank Wildhorn) – 4:38
11. I Know Him so Well (Benny Andersson, Tim Rice, Björn Ulvaeus) – 4:30

## Kommerzieller Erfolg

### Chartplatzierungen

#### Album
| ChartsChartplatzierungen       | Höchstplatzierung | Wochen/ Monate |
| ------------------------------ | ----------------- | -------------- |
| Deutschland (GfK)              | 1 (35 Wo.)        | 35 Wo.         |
| Österreich (Ö3)                | 1 (12 Mt.)        | 12 Mt.         |
| Schweiz (IFPI)                 | 1 (20 Wo.)        | 20 Wo.         |
| Vereinigte Staaten (Billboard) | 1 (88 Wo.)        | 88 Wo.         |
| Vereinigtes Königreich (OCC)   | 1 (102 Wo.)       | 102 Wo.        |

| ChartsJahrescharts (1987) | Platzierung |
| ------------------------- | ----------- |
| Deutschland (GfK)         | 4           |
| Österreich (Ö3)           | 6           |
| Schweiz (IFPI)            | 5           |

| ChartsJahrescharts (1988) | Platzierung |
| ------------------------- | ----------- |
| Österreich (Ö3)           | 26          |

#### Singles
| Jahr | Titel                                      | Höchstplatzierung, Gesamtwochen/‑monate, AuszeichnungChartplatzierungen (Jahr, Titel, , Platzierungen, Wochen/Monate, Auszeichnungen, Anmerkungen) | Höchstplatzierung, Gesamtwochen/‑monate, AuszeichnungChartplatzierungen (Jahr, Titel, , Platzierungen, Wochen/Monate, Auszeichnungen, Anmerkungen) | Höchstplatzierung, Gesamtwochen/‑monate, AuszeichnungChartplatzierungen (Jahr, Titel, , Platzierungen, Wochen/Monate, Auszeichnungen, Anmerkungen) | Höchstplatzierung, Gesamtwochen/‑monate, AuszeichnungChartplatzierungen (Jahr, Titel, , Platzierungen, Wochen/Monate, Auszeichnungen, Anmerkungen) | Höchstplatzierung, Gesamtwochen/‑monate, AuszeichnungChartplatzierungen (Jahr, Titel, , Platzierungen, Wochen/Monate, Auszeichnungen, Anmerkungen) | Höchstplatzierung, Gesamtwochen/‑monate, AuszeichnungChartplatzierungen (Jahr, Titel, , Platzierungen, Wochen/Monate, Auszeichnungen, Anmerkungen) | Anmerkungen                                                   |
| Jahr | Titel                                      | DE | AT | CH | UK | US | R&B | Anmerkungen                                                   |
| ---- | ------------------------------------------ | --- | --- | --- | --- | --- | --- | ------------------------------------------------------------- |
| 1987 | I Wanna Dance with Somebody (Who Loves Me) | DE1 (21 Wo.)DE | AT3 (4½ Mt.)AT | CH1 (19 Wo.)CH | UK1 Platin · (18 Wo.)UK | US1 ×3Dreifachplatin · (20 Wo.)US | R&B2 (15 Wo.)R&B | Erstveröffentlichung: 2. Mai 1987 Verkäufe: + 10.807.500      |
| 1987 | Didn’t We Almost Have It All               | DE20 (9 Wo.)DE | — | CH18 (4 Wo.)CH | UK14 (9 Wo.)UK | US1 (17 Wo.)US | R&B2 (16 Wo.)R&B | Erstveröffentlichung: 13. August 1987 Verkäufe: + 700.000     |
| 1987 | So Emotional                               | — | — | CH30 (1 Wo.)CH | UK5 (11 Wo.)UK | US1 Gold · (19 Wo.)US | R&B5 (14 Wo.)R&B | Erstveröffentlichung: 12. November 1987 Verkäufe: + 1.000.000 |
| 1988 | Where Do Broken Hearts Go                  | — | — | — | UK14 (9 Wo.)UK | US1 (18 Wo.)US | R&B2 (15 Wo.)R&B | Erstveröffentlichung: 25. Februar 1988 Verkäufe: + 700.000    |
| 1988 | Love Will Save the Day                     | DE37 (13 Wo.)DE | — | CH18 (6 Wo.)CH | UK10 (7 Wo.)UK | US9 (16 Wo.)US | R&B5 (14 Wo.)R&B | Erstveröffentlichung: 5. Juli 1988                            |
| 1988 | I Know Him So Well                         | DE46 (5 Wo.)DE | — | — | — | — | — | Erstveröffentlichung: 30. November 1988                       |

### Auszeichnungen für Musikverkäufe
Das Album verkaufte sich laut Quellen weltweit über 28 Millionen Mal.
| Land/Region                  | Auszeichnungen für Musikverkäufe (Land/Region, Auszeichnung, Verkäufe) | Verkäufe   |
| ---------------------------- | ---------------------------------------------------------------------- | ---------- |
| Australien (ARIA)            | 3× Platin                                                              | 210.000    |
| Dänemark (IFPI)              | Platin                                                                 | 20.000     |
| Deutschland (BVMI)           | Platin                                                                 | 500.000    |
| Finnland (IFPI)              | Platin                                                                 | 59.053     |
| Frankreich (SNEP)            | Platin                                                                 | 300.000    |
| Griechenland (IFPI)          | Gold                                                                   | 50.000     |
| Hongkong (IFPI/HKRIA)        | Platin                                                                 | 20.000     |
| Italien (FIMI)               | 5× Platin                                                              | 500.000    |
| Kanada (MC)                  | 7× Platin                                                              | 700.000    |
| Neuseeland (RMNZ)            | 3× Platin                                                              | 60.000     |
| Niederlande (NVPI)           | Platin                                                                 | 100.000    |
| Norwegen (IFPI)              | Platin                                                                 | 100.000    |
| Österreich (IFPI)            | 2× Platin                                                              | 100.000    |
| Schweden (IFPI)              | 2× Platin                                                              | 200.000    |
| Schweiz (IFPI)               | 2× Platin                                                              | 100.000    |
| Spanien (Promusicae)         | 2× Platin                                                              | 200.000    |
| Vereinigte Staaten (RIAA)    | Diamant                                                                | 10.000.000 |
| Vereinigtes Königreich (BPI) | 7× Platin                                                              | 2.100.000  |
| Insgesamt                    | 1× Gold · 40× Platin · 1× Diamant ·                                    | 15.019.053 |

Hauptartikel: Whitney Houston/Auszeichnungen für Musikverkäufe